# Luso-Canadiens
Les Luso-Canadiens sont des citoyens Canadiens qui ont des ancêtres originaires du Portugal. Selon Statistique Canada, en 2021, il y avait 448 305 personnes d'origine portugaise au Canada, soit 1,2 % de la population totale du pays. La plupart des Canadiens d'origine portugaise vivent en Ontario 300 600 (67 %), suivie par le Québec 64 385 (14 %) et la Colombie-Britannique 39 755 (9 %).

## Histoire
La communauté luso-canadienne a choisi 2003 comme année pour célébrer le 50e anniversaire de leur immigration officiellement parrainé au Canada. L'honorable David Collenette, ministre des Transports et ministre responsable de Postes Canada, a déclaré que « la communauté portugaise au Canada est un groupe dynamique qui enrichit la mosaïque canadienne avec son histoire, la langue, la culture et l'éthique de travail. » Il a ajouté que Postes Canada est fière d'être l'émission d'un timbre en l'honneur des Canadiens d'origine portugaise au cours du mois de juin où les célébrations culturelles honneur la vie du poète du XVIe siècle Luís de Camões, considéré comme le plus grand poète du Portugal, se déroulent dans de nombreuses communautés à travers le pays.
Montréal est le foyer de la deuxième communauté portugaise la plus peuplée du Canada (après Toronto) avec une estimation de 51 585. La plupart ont commencé d'immigrer dans les années 1960 et se sont installés dans Le Plateau-Mont-Royal principalement autour du boulevard Saint-Laurent et de la rue Rachel. Il y a de nombreux magasins et restaurants portugais dans le quartier de Le Petit Portugal.

## Démographie
| Province ou territoire    | Luso-Canadiens (2021) | Pourcentage |
| ------------------------- | --------------------- | ----------- |
| Canada                    | 448 305               | 1,2%        |
| Ontario                   | 300 600               | 2,1%        |
| Québec                    | 64 385                | 0,8%        |
| Colombie-Britannique      | 39 755                | 0,8%        |
| Alberta                   | 21 415                | 0,5%        |
| Manitoba                  | 13 395                | 1,0%        |
| Nouvelle-Écosse           | 2 990                 | 0,3%        |
| Nouveau-Brunswick         | 2 095                 | 0,3%        |
| Saskatchewan              | 1 760                 | 0,2%        |
| Terre-Neuve-et-Labrador   | 1 215                 | 0,2%        |
| Île-du-Prince-Édouard     | 425                   | 0,3%        |
| Nunavut                   | 100                   | 0,3%        |
| Yukon                     | 95                    | 0,2%        |
| Territoires du Nord-Ouest | 75                    | 0,2%        |